# Calciumsensitiver Rezeptor
Der calciumsensitive Rezeptor (engl. calcium sensing receptor) ist ein Rezeptorprotein aus der Gruppe der G-Protein-gekoppelten Rezeptoren, das für die Zelle für die Bestimmung des extrazellulären Calciumspiegels verantwortlich ist. 
Der calciumsensitive Rezeptor kommt insbesondere auf der Oberfläche von Hauptzellen der Nebenschilddrüse und Nierentubuluszellen vor. Er reguliert die  Sekretion des Nebenschilddrüsenhormons Parathormon und die Reabsorption von Calcium aus dem Primärharn.
Mutationen im Gen des Rezeptors, welche die Funktion verschlechtern (Loss-of-function), führen zur familiären hypokalzurischen Hyperkalzämie (FHH) und zu schwerem neonatalen primären Hyperparathyreoidismus. Mutationen, welche die Aktivität des Rezeptors steigern (Gain-of-function) können zur autosomal-dominanten Hypokalzämie mit Hyperkalzurie (vermindertes Serum-Calcium mit erhöhter Calcium-Ausscheidung) führen.

## Biosynthese und Proteinstruktur
Das Gen für den calciumsensitiven Rezeptor CaSR liegt auf Chromosom 3q21 und codiert für ein membranständiges Protein von 1059 Aminosäuren mit einer großen extrazellulären Domäne, sieben Transmembran-Domänen und einem intrazellulären Anhang. Die große extrazelluläre Domäne besteht aus zwei Lappen, die für die Bindung des Liganden verantwortlich sind und einem Cystein-reichen Anteil. Nach Bindung des Liganden kommt es an der Zelloberfläche zur Bildung von Dimeren und zur Aktivierung von Phospholipase C, Adenylylcyclase und proteinkinase-abhängiger intrazellulärer Stoffwechselwege.

## Biologische Funktion
In der Nebenschilddrüse führt ein Absinken des extrazellulären Calciums zu einem Anstieg der Parathormon-Sekretion. In der Niere führt ein Anstieg des Calciums zur vermehrten Calcium-Ausscheidung. Auf der menschlichen Zunge löst CaSR einen Kokumi-Geschmack aus.

## Pathologie
Zusätzlich zu den funktionsmindernden und -steigernden Mutationen am Rezeptor gibt es weitere Varianten.
Genvarianten (Polymorphismen) des Calcium-Rezeptor-Gens können zu einer verminderten oder erhöhten Calcium-Ausscheidung und damit zu einer Veranlagung führen, an Nierensteinen, familiärer hypokalzurischer Hyperkalzämie oder sekundärem Hyperparathyreoidismus
zu erkranken.
Autoantikörper gegen den calciumsensitiven Rezeptor wurden bei Patienten mit erhöhtem Serum-Calcium (Hyperkalzämie) und verminderter Calcium-Ausscheidung (Hypokalziurie) gefunden, bei denen keine Genmutation nachweisbar war sowie bei Patienten mit autoimmunem Hypoparathyreoidismus.

## Pharmakologie
Das in der Therapie des sekundären Hyperparathyreoidismus angewendete Cinacalcet führt als allosterischer Modulator zu einer Erhöhung der Empfindlichkeit des calciumsensitiven Rezeptor für Calcium.